# Ccsaphagethi
A Ccsaphagethi (hangul: 짜파게티, RR: Jjapageti), angol nyelvterületen Chapagethi dél-koreai instanttészta-márka, mely csadzsangmjon (jajangmyeon) ízű. A Nongshim vállalat gyártja 1984 óta. A márkanév egy szóösszerántás, a csadzsangmjon (jajangmyeon) és a spagetti szavakból született. Ez volt Dél-Korea első olyan instant tésztája, mely a csadzsangmjon (jajangmyeon)ra hasonlít, és a második legnépszerűbb rámenmárka Koreában.

## A művészetekben
Az Oscar-díjas Élősködők című dél-koreai filmben az egyik szereplő ccsaphaguri (chapaguri)t (짜파구리) készít, ami a Ccsaphagethi (Chapagetti) és a Noguri (Neoguri) keveréke. A film angol nyelvű változatában ram-don néven illetik, a jelenetben az angol ramyeon és udon szavak szerepelnek az étel zacskóján, ezzel segítve a nézőket a megértésben. A Nongshim közzétette a ccsaphaguri (chapaguri) „hivatalos” receptjét a YouTube-csatornáján.